# 그랜드 테프트 오토: 트릴로지 - 데피니티브 에디션
《그랜드 테프트 오토: 트릴로지 - 데피니티브 에디션》은 《그랜드 테프트 오토》 게임들을 수록한 2021년 액션 어드벤처 게임 합본이다. 포함된 게임은 《그랜드 테프트 오토 III (2001)》, 《그랜드 테프트 오토: 바이스 시티 (2002)》, 《그랜드 테프트 오토: 산 안드레아스 (2004)》 총 3가지이다. 《그랜드 테프트 오토 III》 출시 20주년을 기념하여 공개된 작품으로 그로브 스트리트 게임스가 개발하고 록스타 게임스가 배급했다. 수록된 세 게임 모두 그래픽이 강화되고 게임플레이를 개선해 리마스터됐다. 게임들 모두 같은 세계관에 속하나 독립적인 주인공이 등장해, 《그랜드 테프트 오토 III》에선 2001년의 리버티 시티를 무대로 주인공은 클로드, 《바이스 시티》에선 1986년의 바이스 시티를 무대로 주인공은 토미 버세티, 《산 안드레아스》는 1992년의 산 안드레아스를 무대로 주인공은 칼 존슨이다.
《데피니티브 에디션》는 2021년 11월 11일 마이크로소프트 윈도우, 플레이스테이션 4, 플레이스테이션 5, 닌텐도 스위치, 엑스박스 원 및 엑스박스 시리즈 X/S 플랫폼으로 처음 출시됐다. 안드로이드, iOS는 2022년 상반기 출시 예정이다. 발매 당시 《데피니티브 에디션》은 혹평을 받았다. 평론에서는 향상된 그래픽과 광원 효과, 개선된 조작감, 게임플레이 추가 기능을 장점으로 꼽았으나 게임 내 현저한 기술적 문제, 일관성 없는 그래픽 디자인과 모델링에 비난을 가했다. 윈도우판은 록스타 게임스 런처상의 문제로 발매 첫 3일동안 플레이가 불가능한 사고가 있었다.

## 출시
2021년 5월 18일, GTA 3 20주년을 맞아 여러 가지 깜짝 소식이 준비되어 있다고 알렸다. 2021년 10월 9일, 티저 영상 공개와 동시에 세부정보가 공개되었다.
2021년 10월 22일 인게임 트레일러 공개와 함께 예약구매가 시작됐으며 11월 11일 출시를 알렸다.

## 반응

### 평론
《데피니티브 에디션》은 리뷰 애그리게이터 웹사이트 메타크리틱에서 플레이스테이션 5 및 엑스박스 시리즈 X/S판이 각각 54/100점, 56/100점을 기록해 "복합적 및 평균적인 평가"를 받았다. 같은 사이트에서 닌텐도 스위치와 윈도우판은 46/100점, 49/100점을 기록해 "대체적으로 부정적인 평가"를 받았다.

## 참조

### 주해
1. ↑  영어: Grand Theft Auto: The Trilogy – The Definitive Edition